# IC 2535
IC 2535 ist eine Spiralgalaxie vom Hubble-Typ Sb im Sternbild Kleiner Löwe am Nordsternhimmel. Sie ist schätzungsweise 311 Millionen Lichtjahre von der Milchstraße entfernt und hat einen Durchmesser von etwa 70.000 Lj.
Das Objekt wurde am 11. Mai 1896 von Stéphane Javelle entdeckt.